# Llanura chacopampeana

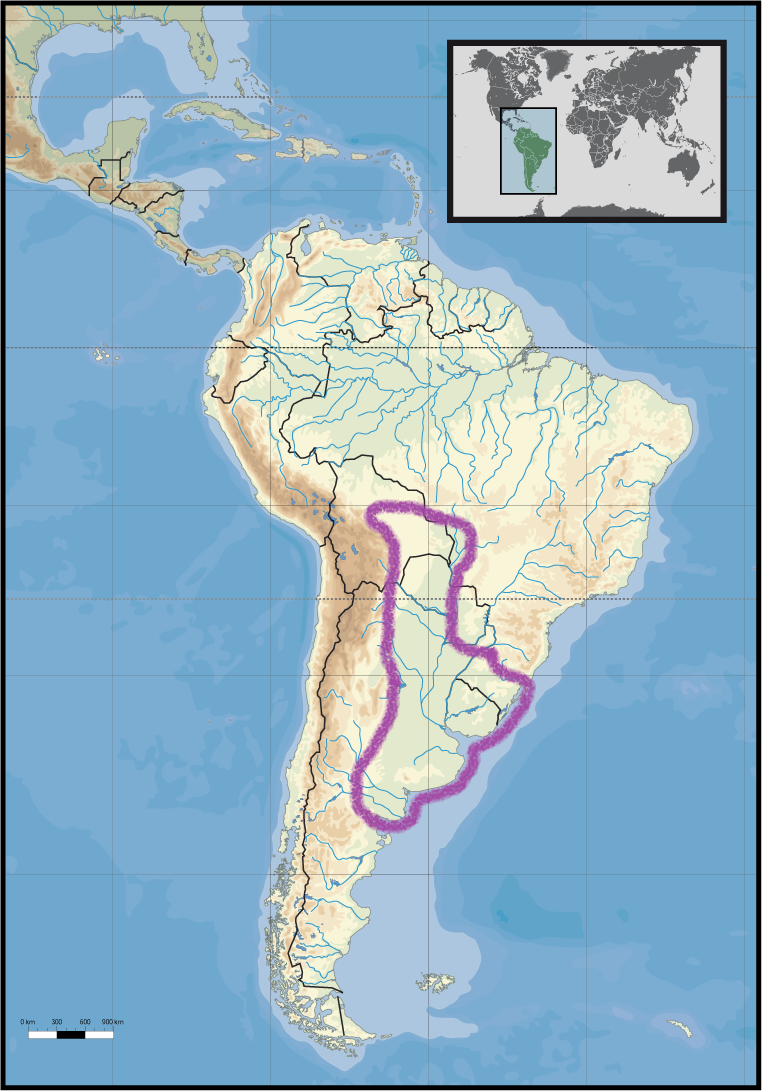
Mapa aproximado de ubicación de la región.

La llanura chacopampeana es una extensa planicie sudamericana que se extiende desde el centro de Argentina hasta Brasil, Uruguay, Bolivia y Paraguay.

## Relieve
Se caracteriza por tener un relieve de formas bastante planas, sin formaciones sobresalientes, con un suave declive desde el oeste hasta el este. La llanura presenta zonas más altas hacia el oeste; zonas bajas y depresiones como el Gran Pantanal hacia el norte, y sectores con ondulaciones como la Pampa Ondulada.

## Ubicación
Se ubica en el centro y noreste de La Pampa, Argentina, hasta el Chaco paraguayo y boliviano. Se extiende por Argentina, Uruguay, Brasil, Paraguay y Bolivia.

### Escurrimiento
En algunas zonas las aguas superficiales tienen un escurrimiento lento o directo, formando a veces bañados, esteros o lagunas. Esto sucede, por ejemplo, en el centro y este de la provincia argentina de Chaco.

## Clima
El sector sudoccidental de la llanura chacopampeana es seco y templado. Llueve muy poco, por lo que el terreno arenoso deja penetrar la poca agua que cae. Hay una gran amplitud térmica entre el día y la noche, y entre el verano y el invierno.

## Actividad sísmica
El 5 de junio de 1888, a las 3:20, se produjo el «terremoto del Río de La Plata», con una magnitud en la escala de Richter de 5,5. Su hipocentro se localizó en 34°36′S, 57°53′59″O, a 30 km de profundidad. Afectó a todas las poblaciones de la costa del Río de La Plata, en especial a las ciudades de Buenos Aires y de Montevideo. Produjo daños leves, ya que en estas ciudades no existían edificios de altura ni trenes subterráneos. Aún así, tras el terremoto, no se han tomado medidas antisísmicas en ninguna de las dos capitales.
El 23 de marzo de 1899 la ciudad boliviana de Yacuiba, en el límite de la llanura chacopampeana, fue sacudida por un fuerte terremoto que causó 3 muertos y varios heridos.

## Flora
En la provincia fitogeográfica pampeana, dominan las gramíneas.
En la provincia del Espinal (un arco desde el centro de Corrientes y norte de Entre Ríos hasta La Pampa y sur de Buenos Aires, incluyendo a Santa Fe, Córdoba y San Luis) hay bosques de árboles grandes (xerófilos, caducifolios como el algarrobo), estepas arbustivas de espinillos y chañares, palmeras y gramíneas.

## Fauna
En la fauna se distinguen dos regiones: una, junto a la costa del Paraná, similar a la paranaense, y otra, en La Pampa, con características comunes a las del complejo chaco-monte-espinal. Entre los mamíferos figuran la comadreja, la vizcacha, el zorrino pampeano, el lobito de río, el ciervo de los pantanos y el venado de las pampas.
La acción humana provocó grandes cambios al introducir la agricultura, la ganadería y la forestación. Especies como el puma, el ñandú, el venado de las pampas o el guanaco fueron desapareciendo hasta ser encontrados en muy pocos lugares de su hábitat natural, a diferencia de las especies de menor tamaño que se han adaptado a las transformaciones generadas por el hombre. En las áreas rurales pueden verse mamíferos como la comadreja overa, el cuis, el zorro de las pampas o el peludo; aves como el sirirí, las gallaretas, la martineta, la perdiz copetona, varias paseriformes: el jilguero amarillo, el cabecita negra, el cardenal de copete rojo o el zorzal y reptiles como el lagarto overo. También pueden encontrarse especies que han sido introducidas por el ser humano como la liebre europea, el jabalí y el gorrión común.

## Llanura chaqueña

### Relieve
La llanura chaqueña, con una altitud de hasta 834 m[cita requerida], se sitúa al norte del río Salado del Norte desde la zona montañosa del oeste hasta los ríos de Paraguay y Paraná. Se prolonga más allá del territorio argentino, por el Chaco paraguayo y el Chaco boliviano. Comprende las provincias de Formosa, Chaco, Santiago del Estero, norte de Santa Fe y este de Salta. 

### Origen
Su origen estructural es una cuenca sedimentaria cubierta por erosión de los macizos vecinos. Tiene un clima tropical con estación seca. En verano se producen las mayores precipitaciones y decrecen de este a oeste.
Es una de las zonas con temperaturas más elevadas del hemisferio occidental, llegando en enero las temperaturas a los 45°C. Por contrapartida, el frente del viento pampero (pese a su nombre, originado en la Antártida) dominante hacia julio, puede provocar importantes descensos térmicos con temperaturas que, en ciertas ocasiones, apenas superan a los 0°C. De este modo, el promedio anual de temperaturas da un perfil moderado que no refleja a primera vista los extremos estacionales.
Desde el Paleozoico, todo el espacio de basamento precámbrico está marcado por cuencas y terraplenes. El espesor del material de edad paleozoica sobrepasa los 1.000 metros. Los sedimentos triásicos y jurásicos tienen un espesor menor. Durante el Jurásico, un período en el que comenzó la desintegración de Gondwana, se formaron varias subcuencas del sustrato paleozoico afectado por movimientos tectónicos. Estas cuencas se rellenaron posteriormente con gruesos sedimentos cretácicos y cenozoicos. Los espesores de las series continentales del Triásico y Terciario oscilan entre 3.000 metros (al oeste del río Paraná) y 5.000 metros (en la frontera entre Bolivia y Argentina).

### Biomas y flora
La parte occidental de la región
Poco poblada, presenta un bosque tropical xerófilo en el que predominan el quebracho, algarrobo, chañal, lapacho, yuchán, guayacán o palo santo, el tártago y el vinal, lo que ha determinado una actividad principalmente forestal.
La zona central
Aquí se encuentra el Chaco deprimido con suelos arcillosos, ríos que acumulan mucha sedimentación y provocan inundaciones. Cubierto por bosques (predominantemente quebracho y palmeras de las especies yatay, pindó y caranday), imbricados con pastizales. Por las características del suelo es frecuente la formación de esteros y bañados. La tala y desmonte indiscriminados de esta región han facilitado procesos de desertización y la recurrencia de grandes inundaciones durante los meses de lluvia, sumado a un grave déficit hídrico durante el resto del año.
Zonas aledañas a los ríos Paraguay y Paraná
Se trata de las zonas más húmedas. La formación forestal predominante es selvática con especies distribuidas más densamente, pero ha sido reducida y empobrecida a lo largo de todo el siglo XX por la tala sin renovación de las especies autóctonas. Hay mayor densidad de población y se desarrollan cultivos de algodón, maíz, soja y algunos cítricos.
La zona sur
Entrando a la provincia de Santiago del Estero son característicos los bañados formados por los ríos Dulce y Salado, como los del Quirquincho y del Añatuya. En esta agricultura de bañados se cultivan hortalizas y alfalfa.

### Hidrografía, ríos y lagunas
En la llanura pampeana hay muchos ríos, algunos de ellos muy importantes. El río Paraná nace en las selvas de Brasil, en el corazón de América del Sur. Allí recoge las aguas de las lluvias torrenciales de la zona cálida. Cuando llega a suelo argentino trae ya un enorme volumen de agua que baña luego la costa de Santa Fe.
En la llanura pampeana los ríos Salado del Norte y Carcarañá vuelcan sus aguas en el Paraná.
El río Paraná es navegable en su mayor parte, mientras que el Salado del Norte y el Carcarañá no son navegables. El Paraná, al llegar a la provincia de Buenos Aires, se divide en muchos brazos que circundan pequeñas islas: el delta. Estos brazos se unen con el río Uruguay y, unidos, estos ríos forman el Río de La Plata, que vuelca sus aguas en el mar argentino. El Río de La Plata tiene muy poca profundidad, dificultando su navegación.
En la provincia de Buenos Aires, hay varios ríos que desembocan en el Río de La Plata o en el mar argentino: el Riachuelo, el Salado del Sur, el Sauce Grande, el Quequén Grande y el Colorado son los principales. El Colorado nace en la Cordillera de Los Andes y atraviesa el territorio argentino de oeste a este, desembocando al sur de la provincia de Buenos Aires. Forma el límite sur de la llanura pampeana, y la separa de la patagónica. La laguna Mar Chiquita o Mar de Ansenuza, en Córdoba, es la más grande de la llanura pampeana.
En la Llanura Chaqueña los ríos Paraguay y Paraná bañan su borde oriental. Son navegables en toda la región. Los ríos Pilcomayo y Bermejo son afluentes del Paraguay. El Pilcomayo viene de Bolivia y forma el límite norte entre Argentina y Paraguay. En verano aumenta su caudal por las lluvias, se desborda y forma pantanos. El Bermejo nace también en Bolivia, cruza por el norte de Salta y divide las provincias de Chaco y Formosa. Ninguno de los dos es navegable. El río Dulce nace en Salta con el nombre de Río Anta, pasando por Tucumán con el nombre de Salí y atraviesa Santiago del Estero, llegando a la provincia de Córdoba. El río Salado del Norte cruza la llanura chaqueña por Santiago del Estero y el norte de Santa Fe.

### Inundaciones

#### Los casos de Santa Fe y Buenos Aires
La ciudad de Santa Fe se localiza muy cerca de la confluencia de los ríos Salado y Paraná. La crecida del nivel del río Paraná, que es un fenómeno recurrente, ha ocasionado inundaciones en forma reiterada. En el año 2003, el río Salado experimentó una crecida extraordinaria que provocó una de las catástrofes más grandes de los últimos años.
El Estado, en estas situaciones, tiene un papel muy importante para atenuar los efectos de una catástrofe y proteger a las personas más vulnerables. Las instituciones públicas dedicadas a la investigación y desarrollo contaban con la información que hubiera podido advertir a la población sobre la crecida del río Salado. A pesar de ello, el agua que fue ocupando las calles de la ciudad encontró una población localizada en áreas expuestas y desprovistas de los medios necesarios para prevenirse.[cita requerida]
La ciudad de Buenos Aires está atravesada por una serie de arroyos que se encuentran entubados debajo de las calles y avenidas. Cuando las lluvias provocan el aumento del caudal de esos arroyos, se desbordan, inundando los sectores circundantes.
Tanto en los casos de Santa Fe como en la Ciudad de Buenos Aires, se produce un evento natural que, a pesar de ser normal dentro del sistema hídrico, es un fenómeno extraordinario y se convierte en una amenaza para la vida cotidiana. En ambos lugares hay sectores de la población más vulnerables, porque están localizadas en las áreas más expuestas. Las medidas de prevención y de contingencia dependen de las decisiones políticas.
Las inundaciones en Buenos Aires, aunque causan graves daños, no provocan catástrofes de la magnitud de las de Santa Fe. La gravedad de las inundaciones en Buenos Aires no reside en su magnitud sino en su repetición. La frecuente periodicidad con la que se producen las crecidas de los arroyos entubados es un riesgo permanente, ya que las inundaciones afectan periódicamente el desarrollo normal de las actividades de la ciudad, provocan daños en edificios, comercios, e inconvenientes en el tránsito.

## Actividades económicas

### Economía
El trigo constituye una producción fundamental para los países y es de la región pampeana de donde surge aproximadamente el 50% del ingreso total en el caso de la Argentina.
El maíz se distribuye extensamente en el territorio argentino, especialmente en el sur y en el noroeste. Sin embargo, la mayor concentración de cultivo corresponde a la zona pampeana ondulada, debido a sus favorables condiciones del clima, como son las tardías de verano y otoño.
En ambos casos, se ha logrado una eficiente selección de semillas que ha determinado el aumento en las toneladas de cosechas. En el caso del maíz supera al aumento de la superficie cultivada, debido a la mayor productividad por hectárea. También las máquinas cosechadoras han llevado a un significativo mejoramiento de la producción. Asimismo, la región mantiene la más alta proporción de cultivo de avena, centeno, cebada y lino. Se utiliza la semilla de lino como aceite industrial, mientras que su fibra lo hace para tejidos, siendo la primera producción casi exclusiva.
Gracias al cultivo de oleaginosas, la Argentina dejó de importar aceite de mesa. Parte de ese resultado se debe a los cultivos de algodón del Chaco. Asimismo, han contribuido otros cultivos que prosperan en La pampa como el girasol y el maní. La soja ha tenido una enorme difusión a partir de la década del 90 debido a su gran valor y aplicabilidad diversa, sustituyendo otras producciones que tenían una menor rentabilidad inmediata. Menor importancia adquiere la producción de frutales de la región, con respecto a los cereales.
La horticultura, de gran valor económico y bajo agricultura intensiva, se da generalmente en las zonas suburbanas de las grandes ciudades debido al carácter perecedero de sus cosechas, que requieren, también, gran cantidad de trabajo rural especializado. La zona pampeana produce el 35% del total nacional. Se dan casi todas las variedades de huerta y en algunas especies, como la papa, la producción llega al 90%. Con la ocupación agenda, ya sea para la obtención de madera o para abrir paso a la instalación humana en el área de mayor densidad de la Argentina, pone de manifiesto la acción antrópica en detrimento del recurso.[cita requerida]
En La Pampa, la ganadería ha influido sobre la agricultura, al destinar grandes extensiones de tierra al cultivo de plantas forrajeras que sustenten aquella actividad. Y es la región pampeana la que reúne entre el 90% y 95% de la producción nacional.
En suma, la agricultura pampeana representa las dos terceras partes del país. Consecuentemente, el producto bruto está representado por la agricultura en un 7% y la ganadería en un 5%.

#### Ganadería
El área pampeana presenta las mejores pasturas para criar vacunos, de los que se obtiene carne y leche para las grandes ciudades y exportación, gracias a la tecnología que mejoró los pastos, las razas y los sistemas de cría, renovando la producción. Desde los tiempos coloniales, la ganadería de vacunos, equinos, ovinos y porcinos ha sido la actividad económica fundamental. Esta zona geográfica es la principal en la cría de vacunos para carne y lechero.
- Vacunos para carne: entran dentro de esta categoría las razas Charolais, Hereford y Aberdeen Angus.
- Vacunos lecheros: formado por la raza Holando-Argentino.

En la provincia de Santa Fe, se encuentra la cuenca lechera más importante del país. Le siguen las cuencas de Córdoba, Buenos Aires, Entre Ríos y La Pampa. El ganado en esta región es de altísima calidad ya que se cría a campo, esto quiere decir que los animales se alimentan directamente del pasto. Esto es posible por las grandes extensiones de tierra, el pasto blando, el clima templado. El ganado vacuno argentino está libre de aftosa y otras enfermedades, por lo que se inserta muy bien en los mercados europeos. Se distinguen tres zonas de especificación, con el objetivo de la productividad: zona de cría, zona de engorde y zona mixta.
Los pastizales pampeanos son aptos para la cría de ganado vacuno, que abunda en las provincias de Salta y Chaco. Se crían allí el cebú y sus cruzas vacunas, que resisten mejor las altas temperaturas. En segundo lugar, figuran los equinos. Al sur de Santiago del Estero, donde el clima es más templado y los pastos más duros, se cría el ganado ovino. Comparada con la de la llanura pampeana, la ganadería chaqueña ocupa un lugar secundario.

##### Porcino
Las razas con cría intensiva son Duroc Jersey, Poland China y Berkshire. La mayor parte de la carne de cerdo se consume en el país, ya sea fresca o conservada en jamones como materia prima.

### Agricultura
El cultivo principal es el algodón. Esta planta textil se cultiva especialmente en Chaco, Formosa y norte de Santa Fe, siendo hoy la mayor riqueza de las primeras dos provincias. La siguen en importancia la caña de azúcar, el maíz, el tabaco, el maní, el arroz, la mandioca, el girasol y el lino. Los árboles frutales de clima cálido prosperan en casi toda la región chaqueña: naranjos, limoneros, mandarinos, etc.

#### Explotación forestal
A fines del siglo XIX, comenzó la explotación de los bosques de quebracho y algarrobo, que fue desarrollada a gran escala por empresas europeas. De estos árboles, se obtenían maderas para leña, el tendido del ferrocarril y una sustancia llamada tanino, usada para el tratamiento de los cueros. Esta actividad permitió que se tendieran vías ferroviarias, se instalaran industrias y surgieran pueblos habitados por los trabajadores del bosque. Sin embargo, las empresas forestales, a las que se les cedieron millones de hectáreas, talaban los árboles sin plantar nuevos ejemplares, y el bosque comenzó a desaparecer. A partir de 1940, decayó la extracción de tanino en la zona, ya que estas mismas empresas comenzaron a obtenerlo en plantaciones africanas, y se descubrieron sustancias sintéticas que lo reemplazaban. Las áreas deforestadas fueron ocupadas por colonos que se dedicaban al cultivo de algodón.

#### Algodón
Entre las plantas de cultivo de la región chaqueña, el algodonero es la más importante, ya que ocupa un 64% de la producción.

#### Soja
La producción de soja es de una gran importancia económica para el país, por el sostenido ingreso de divisas que genera la exportación de los granos de soja y sus subproductos.
La principal zona productora de soja es la región pampeana, aunque otras zonas cultivadas se encuentran en las provincias de Chaco, Santiago de Estero, Tucumán y Salta.
La demanda mundial de granos de soja y sus derivados adquiere importancia debido a diversos motivos. Desde 1970, el desarrollo de la ganadería intensiva requiere la incorporación de derivados de la soja como complemento en la alimentación del ganado. A esto se suma el sostenido crecimiento del consumo mundial de aceites vegetales, entre ellos el de soja.
En Chaco y Santiago del Estero, la expansión de este cultivo se realiza sobre zonas anteriormente ocupadas con bosque nativo y selva.
La etapa industrial se desarrolla principalmente en plantas aceiteras e incluye:
- La molienda de granos de la que se obtienen aceites brutos (para usos industriales) o refinados (para consumo humano). Del total de la molienda de granos, el 88% corresponde a la soja.
- La obtención de subproductos, que son residuos sólidos provenientes de la extracción de aceites.

Existen en el país 47 plantas aceiteras que industrializan el 75% de la soja que se produce. La mayoría de estas plantas se ubican en la zona pampeana.[cita requerida]
Uno de los procesos experimentados en el complejo de la soja ha sido la concentración económica en la industria aceitera. Por otro lado, el sector no escapó al proceso de “extranjerización” de la industria, que se manifiesta en la compra de compañías locales por parte de grandes empresas transnacionales.

##### Comercialización
Los granos producidos en los establecimientos agropecuarios son comprados por cooperativas que los venden a los exportadores o a las empresas aceiteras. En los últimos años[¿cuándo?] se ha difundido la “agricultura de contrato”, que consiste en un arreglo entre el productor y la industria, según el cual el productor produce lo que la industria la demanda (asegurándose así la venta) y la industria le provee los insumos necesarios. El 85% de la producción de aceites y el 95% de los subproductos se exportan. En el mercado interno, la comercialización está dominada por la gran distribución minorista de las cadenas de supermercados.

## La integración regional
El sistema urbano de la región tiene características radiocéntricas y hacia el centro principal convergen las redes de transporte. Los centros urbanos presentan una distribución homogénea y la llanura propende a la regularidad de esa distribución.
La llanura pampeana es el centro de comunicación en el país: los ferrocarriles, caminos y las vías aéreas nacionales tienen su kilómetro cero en Buenos Aires. Posee, por lo tanto, instalaciones portuarias, ferroviarias, grandes caminos de acceso, autopistas, una amplia red de subterráneos y aeropuertos.
Por ser el centro económico del país, las principales instituciones bancarias nacionales tienen su casa matriz en la ciudad de Buenos Aires, y es aquí donde se centralizan las operaciones y transacciones que abarcan todo el país.

## Circulación e integración pampeana
El relieve llano y la ausencia de grandes ríos interiores o de masas boscosas difíciles de atravesar facilitaron, desde los orígenes de la ocupación humana de La Pampa, la circulación en todos los sentidos, y, consecuentemente, la integración social y económica de la región.
Las vías férreas llegaron con la expansión agropecuaria. Su tendido tampoco encontró obstáculos de consideración en la topografía de la región, permitiendo su trazado sin necesidad de obras previas de puentes, viaductos o desmontes de consideración. Un cierto número de rutas secundarias presta al sistema de autopistas el carácter de una verdadera red, cuya mayor densidad corresponde a la región pampeana.
La circulación fluvial de la región sigue el eje Plata-Paraná y sirve especialmente a los puertos del frente fluvial. También los puertos marítimos de todo el país sostienen un sistema de circulación estrechamente relacionado con La Pampa.